# Golija (planina u Srbiji)
Golija je planina u jugozapadnoj Srbiji, zapadno od Raške, čiji je najviši vrh Jankov Kamen (1.833 m). Nalazi se 40 km jugozapadno od Ivanjice i 32 km sjeverno od Novog Pazara.

## Zemljopisne osobine
Golija pripada unutrašnjoj zoni Dinarskog planinskog sustava. Pruža se u smjeru zapad-istok u dužini oko 32 km. U zapadnom dijelu izvijena je prema jugu, a u istočnom prema sjeveru. Dva dominantna vrha su najviši vrh Jankov kamen (1833 m) i Crni vrh (1795 m). Na Goliji se nalaze mnogobrojne rijeke koje su raščlanile njene strane: Studenica, Brvenica, Moravica itd.
Planina Golija je obrasla bukovom šumom na sjevernim, sjeveroistočnim i istočnim padinama. Najveća površina pod bukvom nalazi se na Crnom Vrhu (Biser Voda). Visinski interval bukve je dosta širok, od 500 do 1000 m nadmorske visine. Ispod pojasa bukve nalazi se pojas hrasta. Iznad pojasa bukve nalazi se pojas mješovitih, bukovo–jelovih i bukovo–smrekovih šuma. Iznad 1700 m zastupljena je samo smreka. Zanimljivi su varijeteti smreke, koji neodoljivo podsjećaju na omoriku, a dva takva primjerka rastu pored Golijske rijeke i zaštićena su. Na Goliji postoje tri rezervata prirode koji su pod zaštitom. Kompleks mješovitih šuma jele, smreke i bukve na lokaciji iznad Ljutih livada je zaštićen na površini od 30 ha još od 1950. Zaštićen je i rezervat šuma smreke, jele i bukve na prostoru od 8,5 ha u blizini Jankovog kamena.
Zbog nepropusne geološke podloge i obilja padalina, planina je bogata vodom. Ljeta su svježa, a zime hladne s puno snijega koji se ovdje dugo zadržava. Zbog znatnog mediteranskog utjecaja klima u dolinama Ibra, Studenice i Moravice je znatno ugodnija. Na Goliji uspijevaju: žitarice, krumpir, ima dosta voćaka, a posljednjih godina se povećava i broj malinjaka. Ipak, ovo zemljište najpogodnije je za šume i livade.

## Etimologija
Ova planina je najvjerojatnije dobila ime zbog svoje veličine - golema. Ogromna prostranstva, oštra klima i guste šume su razlog da mještani često kažu: „ne zna Golija šta je delija“. Bez terenskog vozila ili konja planinu je teško prijeći, tako da se i planinari ovdje mogu teško sresti. Najviša točka planine je zaravnjen, neuočljiv Jankov kamen, visok 1833 m. Prema narodnom predanju, dva pobratima, Rajko i Janko su se kladili ko će prije iznijeti oveći kamen na vrh Golije. Rajko je brzo nosio svoj kamen i blizu vrha se spotakao i ispustio ga i kamen je pao u potok. Janko je polako nosio svoj kamen, ali je sigurno stigao do vrha. Otuda se vrh Golije zove Jankov kamen, a potok u koji se otkotrljao Rajkov kamen stanovnici zovu Rajkov potok.

## Turizam
Turističke vrijednosti geomorfoloških osobenosti planine Golije ogledaju se u prostranim proplancima iznad 1200 m i vrhovima preko 1400 m. Golija posjeduje dobru osnovu za formiranje skijaških staza i za rekreaciju u obliku blagih šetnji i planinarenja u gotovo netaknutoj prirodi. Turizam se na Goliji razvija velikom brzinom; u posljednjih 10 godina Golija je dobila suvremene i uređene ski-staze, žičare i prateće ski-sadržaje. Tijekom zime dolaze gosti iz cijele Srbije i inozemstva. Turisti Goliju posjećuju i ljeti. Na Odvraćenici postoji hotel „Golija“, a s Ivanjičke strane i hotel „Golijska reka“.
Vlada Republike Srbije je u srpnju 2001. godine, donijela Uredbu kojom se područje planine Golija stavlja pod zaštitu kao „Park prirode Golija“ i svrstava u 1. kategoriju zaštite kao prirodno dobro izuzetnog značaja. Precizno su definirane granice parka koje obuhvaćaju područja općina: Ivanjica, Kraljevo, Raška, Novi Pazar i Sjenica - ukupne površine 75.183 ha, a unutar njih područja s prvim, drugim ili trećim stupnjem zaštite. Jedna od stvari koja se osigurava na području Parka prirode Golija je i uređenje i infrastrukturno opremanje prostora za potrebe turizma i rekreacije. O Parku prirode Golija brine Javno poduzeće "Srbijašume".